# Носівський район
Носі́вський район — колишній район Чернігівської області України з центром у місті Носі́вка, розташований в південно-західній частині Чернігівщини. Населення — з Носівкою і шістнадцятьма сільськими радами становило — 31876 осіб, у райцентрі — 13250. В район входили 47 населених пунктів. Загальна площа становила — 1151 км².
Район був утворений в березні 1923, ліквідований 17 липня 2020, коли Верховна Рада України прийняла Постанову №3650 «Про утворення та ліквідацію районів». Території Макіївської сільської, Мринської сільської, Носівської міської територіальних громад району увійшли до утвореного Ніжинського району.

## Історія Носівки
Давньоруське поселення Носів на Руді згадується в Іпатіївському літописі під 1147 р. У 15 ст. відоме під назвою Носове. У середині 14 ст. захоплене литовськими феодалами, ввійшло до Київського князівства, з 1471 року — до Київського воєводства як один з форпостів Великого князівства Литовського. Після Люблінської унії 1569 року — в складі Польщі. На початку 17 ст. належала Київському воєводі Адаму Киселю. Мешканці Носівки брали участь у селянсько-козацькому повстанні під керівництвом П. Павлюка (1637 р.), Я. Остряниці (1636 р.).
З 1648 року Носівка — центр сотні Ніжинського полку. З 1667 року — Київського полку. З 1782 року — у складі Ніжинського повіту Чернігівського намісництва, з 1802 року — губернії. У 1662 і 1679 роках спалена татарською ордою.
У 18 ст. Носівкою володіли князі Кушелеви-Безбородьки. З 1735 року Носівка — містечко. У 17-18 ст. діяло 5 козацьких шкіл, богадільні. На 1859 рік залишилася тільки одна парафіяльна школа. 1866 рік — у Носівці — 1991 двір, 11 123 жителів, волосне і сільське правління, поштова станція, винокурний, цукровий, 2 цегельні заводи, училище, відбувалося 3 ярмарки на рік. Найбільший землевласник — граф Мусін-Пушкін.
У 1897 році — 3155 дворів, 16 947 жителів, муровані — Троїцька, Миколаївська, Воскресенська церкви, дерев'яні — Успенська та Преображенська церкви. Діяло 3 земські школи, бібліотека, медпункт, лікарня на цукровому заводі. У 1880-х роках в Носівці проводили агітацію народники. Під час Першої російської революції відбулися виступи Носівських робітників і селян (1905–1907 рр.).1910 року в Носівці було 19 638 жителів. 1911 року — засновано Носівську сільськогосподарську дослідну станцію.
Відгуком на Лютневу революцію 1917 р. став масовий мітинг у квітні 1917 р., на якому прийнято вимоги про передачу землі селянам і українізацію школи. Радянську владу встановлено в січні 1918 року. Під час німецько-австрійської окупації і наступну денікінців у районі Носівки діяв партизанський загін. У 1920 році почав знову працювати цукровий завод, агропункт Носівської сільськогосподарської дослідної станції, у 1922 році створені бурякорадгосп і кооперативне товариство.
З 1960 року Носівка — місто. Діють цукровий комбінат, філіал Ніжинського виробничо-аграрного об'єднання консервної промисловості, хлібний, цегельний заводи, меблева фабрика, міжколгоспне об'єднання з виробництва яєць і м'яса птиці, комбінат побутового обслуговування, 4 загальноосвітні школи, музична школа, районна станція юних техніків, будинок школярів, спортивна школа, 4 лікарські заклади, 2 будинки культури, 5 клубів, кінотеатр, 14 бібліотек, історико-краєзнавчий музей.

## Історія району
З 1923 року Носівка — райцентр. Район створено у складі Ніжинської округи Чернігівської губернії. Початково складався із 6 сільських рад (Володьководівицької, Данинської, Ліснохуторської, Носовської, Степнохуторської, Сулацької, Шатурської) і 37 населених пунктів. 
1926 року - 9 сільрад (Володьководівицької, Данинської, Коломійцевської, Ліснохуторської, Носовської, Степнохуторської, Сулацької, Тертишниківської, Шатурської) і 115 населених пунктів, з яких 1 містечко і 6 сіл. Решта - хутори. виселки, інше. Відкрито 2 лікарні, Народний дім, 2 клуби, 8 хат-читалень, 5 бібліотек. Виникло товариство по спільному обробітку землі (1926 рік), на його базі в 1929 році створено перший колгосп, пізніше — ще 6, МТС (1930 рік). 
У роки Голодомору-геноциду у Носівському районі була масова смертність від голоду. Діденко Єфросинія Леонідівна,  1912  року народження згадує: "Почалося це в 30-х роках. Від нас вимагали, щоб ми йшли до колгоспів, але кожен хотів працювати на себе. До хат приходили якісь люди й забирали все з двору: худобу, знаряддя праці, зерно та ін. А людей виганяли з хат і забирали до колгоспів. Почалось „розкуркулення”. Але якби ж вони розкуркулювали багатіших, а то ж у нас у Носівці були майже всі бідні, та в них забирали єдину корову чи коня, який держав сім’ю на світі.
Зимою стало жити тяжко. Ми сиділи в нетопленій хаті, голодні й холодні. Наша сім’я складалася з двох душ: я та мій чоловік. Мені йшов 21 рік, я була вагітна. Звичайно, надії на те, що дитина народиться живою, було мало. Тієї зими загинуло багато людей.
Й ось прийшла весна 33-го. Ми їли листя з дерев, молоду кропиву та іншу зелень. У нашій місцевості не залишилося жодної живої тварини. Люди поїли навіть котів і собак. Навесні в одного чоловіка на городчику зійшла молода цибуля. То він охороняв її вдень і вночі. А маленький син мого брата, шестирічна дитина, надибало цю цибульку. Їсти йому дуже хотілося. Він вищипнув трохи й з’їв. У ту мить пролунав жахливий постріл, який забрав життя в невинної дитини. Ось до якої жорстокості доходило. Люди мерли на вулицях, у хатах, їх ховали без трун, просто в землю.
А в сім’ї Лук’яненків була мати-одиночка й четверо дітей. Двох старших не пам’ятаю вже як і звали, а менші Проня й Ваня. Спочатку вона водила їх у дитячий садок. Там хоч і поганенько, та годували дітей. Але потім перестала водить, а ходила з мискою по їжу. Було візьме дітям, а сама по дорозі з’їсть. А коли прийшла весна, то вона варила їм кропиву. У мене й досі перед очима стоїть маленька Проня, яка пальчиком їсть ту кашку з кропиви. А тоді вже не вистачило сил їй з чотирма дітьми самій жити в таких умовах. Що ж робити? Усі дитячі будинки були повністю переповнені. Тоді мати йде на відчайдушний крок. Вона бере двох менших Проню та Ваню й везе до Ніжина, на вокзал. Там вона їх і залишила. Довго гналися вони за потягом, країлася з болю душа матері, а що ж робити… Двоє інших дітей її загинуло: хлопець не повернувся з армії, а дівчина померла з голоду. Їй було всього 14. А мати все ж вижила…
Восени 33-го я народила свою Катрусю. Вона була настільки крихітною, що всі були впевнені, що вона помре. Але вона вижила, має дітей та онуків. Тяжко повертає народ собі  долі.."
У 1940 році в Носівці діяли 2 лікарні, пологовий будинок, поліклініка, 2 аптеки, 2 середні, 5 неповних середніх і 4 початкові школи, 3 будинки культури, 5 клубів, кінотеатр, 13 бібліотек.
У вересні 1941 р. район окупований німцями. В період окупації в Носівці діяли підпільний райком партії, підпільна організація на чолі з М. І. Реутським, партизанське з'єднання «За Батьківщину». В районі діяли партизанські загони під командуванням Бовкуна, Героя Радянського Союзу Миколи Симоненка (с. Володькова Дівиця). В березні 1943 як каральна акція за дії радянських партизанів німці спалили село Козари (кількість жертв оцінюється в 3,8 тис.). Територію району відвойовано російськими окупантами у вересні 1943.
Указом Президії Верховної Ради УРСР № 10/9 від 30 грудня 1962 «Про укрупнення сільських районів Української РСР» район ліквідовано.
Указом Президії Верховної Ради УРСР від 4 січня 1965 "Про внесення змін в адміністративне районування Української РСР" район відновлено. 
5 лютого 1965 року Указом Президії Верховної Ради Української РСР Ганнівська та Софіївська сільради Бобровицького району були передані до складу Носівського району. Натомість деякі сільради Носівського району відійшли до інших: Данинська та Шатурська — до складу Ніжинського району, Патютинська, Пилятинська, Стависька та Хрещатенська — до складу Козелецького району, Свидовецька — до складу Бобровицького району.
У травні-червні 1991 в Носівці пройшло кілька масових (до кількох тисяч учасників) антикомуністичних мітингів, названих тоді носівською революцією. Тоді в Носівці відбулися голодування вчителів та масові протести, які отримали розголос у всеукраїнських масмедіа та привели до зміни керівників Носівського району.

## Медіа

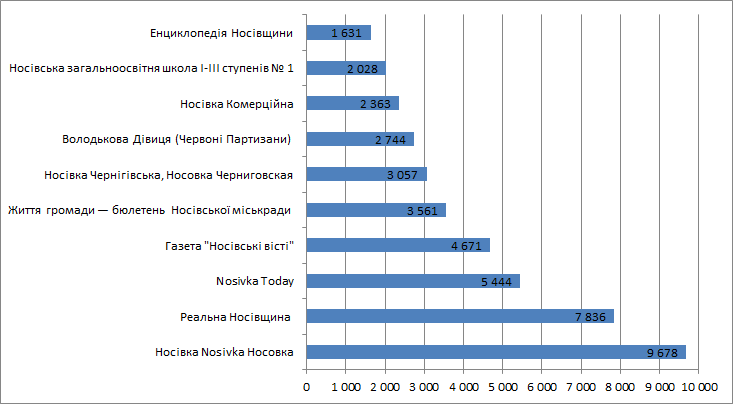
Рейтинг Фейсбук-груп Носівщини, лютий 2021

У Носівці в різний час виходили газети «Комсомолець Носівщини», «Кооперативний ударник», «Літературна сторінка», «Сталінський прапор», «Червона Носівщина», «Прапор», «Прапор комунізму». Видається газета «Носівські вісті».
Станом на лютий 2021 року в районі було 16 фейсбук-груп, в кожній з яких понад 1000 учасників.

## Історичні та архітектурні пам'ятки
На території району — 76 історичних та культурних і 90 археологічних пам'яток.
Історичні пам'ятки: праслов'янське городище біля села Плоске та в місті Носівці.
Архітектура і історія:
- Троїцька (1765) церква в Носівці
- Миколаївська (1834) церква в Носівці,
- будівля наукового корпусу Носівської сільськогосподарської дослідної станції (поч. ХХ ст.) в с. Дослідне.
- меморіал воїнам, що загинули в роки Другої світової війни в с. Лихачів,
- пам'ятний знак «Остання Тарасова дорога» в Носівці
- пам'ятний знак «Остання Тарасова дорога» в Володьковій Дівиці,
- обеліск Слави в урочищі «Орішне».

## Культура
Культурна галузь представлена:
- Будинків культури — 14
- Клубів — 14
- Бібліотек — 29
- Музеї — 2 (село Козари, село Володькова Дівиця)

## Природно-заповідний фонд
Природно-заповідний фонд району включає 23 об'єкти. Всі вони місцевого значення.

### Ботанічні заказники
Борки, Горішне, Іржавська Дача, Клепали, Козарська Дача, Німцево.

### Гідрологічні заказники
Грабівщина, Загірне, Камінське, Кам'яне, Козаче, Куликове, Лихачівський, Хрещатинське.

### Лісові заказники
Модринник, Пізній Дуб, Чорний Ліс.

### Ботанічні пам'ятки природи
Багатовіковий дуб, Козарська Дача, Макіївський дуб (статус об’єкту природно-заповідного фонду скасовано у 2017 році), Тополя біла.

### Парки-пам'ятки садово-паркового мистецтва
Рівчак-Степанівський парк, Софіївський старовинний парк

## Електромережі
Носівський район електричних мереж (РЕМ) експлуатує 1251 км повітряних ліній 10-0,4 кВ, 10,9 км кабельних ліній 10-0,4 кВ, 298 трансформаторних підстанцій 10-6 кВ. Персонал РЕМ становить 83 особи.
В районі 17 782 побутових споживачів, 285 споживачів — юридичних осіб. Відпуск електроенергії за рік становив 25 064 тис. кВт.год.

## Транспорт
Територією району проходять автошляхи E101 та E381.

## Політика
25 травня 2014 року відбулися Президентські вибори України. У межах Носівського району була створена 31 виборча дільниця. Явка на виборах складала — 61,16% (проголосували 15 935 із 26 054 виборців). Найбільшу кількість голосів отримав Петро Порошенко — 48,40% (7 713 виборців); Юлія Тимошенко — 26,22% (4 178 виборців), Олег Ляшко — 14,14% (2 254 виборців), Анатолій Гриценко — 3,42% (545 виборців), Сергій Тігіпко — 2,30% (367 виборців). Решта кандидатів набрали меншу кількість голосів. Кількість недійсних або зіпсованих бюлетенів — 1,07%.

## Видатні люди
Митці
Артисти
1. Висовень Василь Іванович — народний артист України
2. Криворотова Любов Олексіївна — народна артистка України
3. Нечепа Василь Григорович – народний артист України, кобзар-лірник, лауреат премії ім.Т.Г.Шевченка (м.Носівка).
4. Свирид Віталій Олексійович – заслужений артист України (с.Степові Хутори).
5. Тягнієнко Михайло Іванович - актор Харківського драматичного театру (с.Мрин).

Композитори
1. Козаченко Іван Васильович — композитор, член Спілки композиторів України (м. Носівка)

Письменники
1. Авраменко Ілля Корнійович — письменник (с. Володькова Дівиця)
2. Баклан Микола Миколайович — краєзнавець, письменник (с. Макіївка)
3. Божок Віктор Миколайович - поет (с .Держанівка).
4. Будлянський Микола Георгійович — журналіст, поет (с. Держанівка)
5. Буняк Іван Якович — краєзнавець, письменник
6. Власенко Григорій Зиновійович (1931, с. Володькова Дівиця) — український краєзнавець, письменник
7. Демченко Галина Олексіївна  — дитяча письменниця (с. Макіївка)
8. Калмановський Борис Мусійович  — поет і педагог, кандидат філологічних наук (с. Мрин)
9. Кочерга Іван Антонович — український драматург (м. Носівка)
10. Реп'ях Станіслав Панасович — поет, дитинство провів у селі Макіївка.
11. Рибаков (Аронов) Анатолій Наумович — Радянський письменник, сценарист, лауреат Сталінської премії. Твори: «Кортик», «Бронзова птиця», «Діти Арбата» тощо.
12. Савченко Григорій Кирилович — науковець, поет (с. Мрин)
13. Скрипець Микола Якович (1949, Носівка)  — поет, член Спілки письменників України, директор СШ № 235 в м. Києві
14. Товстуха Євген Степанович - фітотерапевт, письменник (с. Макіївка).
15. Чирко Іван Корнійович — український письменник — перекладач (м. Носівка)

Режисери
1. Носовський Олександр Миколайович - режисер-постановщик (с.Софіївка).

Художники:
1. Власенко Петро Михайлович — художник-пейзажист
2. Будлянський Микола Георгійович - журналіст, поет (с.Держанівка).
3. Какало Олексій Васильович — художник-пейзажист і портретист, заслужений художник України (с. Держанівка)
4. Пархоменко Андрій Васильович - художник (с.Козари).
5. Самокиш Микола Семенович - художник-баталіст (м.Носівка).
6. Стратилат Микола Іванович – народний художник України (с. Макіївка).
7. Шишко Сергій Федорович - художник-пейзажист (м.Носівка).

Науковці
1. Берковець Володимир Семенович  — почесний винахідник СРСР
2. Бондаренко Леонід Іванович — заслужений діяч науки і техніки
3. Броварець Володимир Сергійович - доктор хімічних наук ( с.Мрин).
4. Бровко Микола Миколайович — доктор філософських наук, професор
5. Бровко Федір Михайлович — член-кореспондент лісівничої академії наук України, доктор сільськогосподарських наук, професор, відмінник лісового господарства України.
6. Гедройц Костянтин Каетанович — — академік АН СРСР
7. Козлов Володимир Ілліч  — доктор фізико-математичних наук
8. Кулжинський Сергій Пантелеймонович — професор, директор сільськогосподарських наук, засновник Носівської сільськогосподарської дослідної станції
9. Кундюба Іван Дмитрович — доктор історичних наук, професор (с. Тертишники)
10. Ляшенко Василь Іванович — професор, доктор фізико-математичних наук. Лауреат Державної премії УРСР (м. Носівка)
11. Плющ Павло Павлович — видатний мовознавець, доктор філологічних наук, професор (с. Володькова Дівиця)
12. Примак Федір Якович — доктор медичних наук, заслужений діяч науки Української РСР (с. Софіївка)
13. Самокиш Михайло Іванович (1933) — почесний ректор Подільського державного аграрно-технічного університету, заслужений працівник освіти України.

Політики
- Довгаль Спиридон Микитович (*1896, Носівський р-н — †1975, Мюнхен, Німеччина). Український політичний діяч, соціал-демократ, журналіст, редактор, голова уряду УНР на вигнанні (1954, 1969-72), голова Української Національної Ради (1966-67, 1972-75).
- Кропив'янський Микола Григорович — військовий діяч

Спортсмени
1. Кияниця Василь Васильович (1950, Носівка) — майстер спорту СРСР, суддя всесоюзної категорії, відмінник освіти України, депутат Носівської міської ради п'яти скликань, директор Носівської СЮТ[12]
2. Крупко Василь Олександрович — майстер спорту СРСР (с. Козари)
3. Микула Сергій Михайлович — майстер спорту СРСР (м. Носівка)
4. Тищенко Віталій Григорович — майстер спорту міжнародного класу (м. Київ)
5. Шевченко Валентина Євгенівна — заслужений майстер спорту України (с. Ганнівка)
6. Ювенко Віктор Васильович — майстер спорту України (м. Носівка)
7. Ювенко Олександр Васильович — майстер спорту СРСР (м. Носівка)
8. Ювенко Василь Вікторович — майстер спорту України (м. Носівка)

Герої Радянського Союзу
1. Броварець Володимир Тимофійович ( с.Мрин)
2. Галуза Григорій Григорович ( м. Носівка)
3. Ісаєнко Микола Андрійович ( с.Лихачів)
4. Кікош Михайло Іванович ( м.Носівка)
5. Мірошник Андрій Степанович ( с.Плоске)
6. Олбинський Василь Олександрович ( с.Коломійцівка)
7. Ройченко Олександр Олександрович ( м.Носівка)
8. Тонконог Іван Власович ( с.Селище)
9. Симоненко Микола Дмитрович (с.Червоні Партизани)

Герої Соціалістичної Праці
1. Билименко Федір Трохимович
2. Динник Степан Іванович
3. Зла Марфа Федорівна
4. Сеник Микола Григорович
5. Ткач Михайло Федорович
6. Федорцова Єфросинія Микитівна
7. Руденко Роман Андрійович - Герой Соціалістичної Праці, державний радник юстиції, Генеральний прокурор СРСР, головний обвинувач від СРСР на Нюрнбергському процесі ( м. Носівка).

## Книги про Носівщину
«Носівці більше тисячі років — розповіді про рідний край» — історико-краєзнавча збірка матеріалів про історію сіл, вулиць, кутків Носівщини. Видавець «Бібліотека українця» М. Ляшенко, м. Носівка. 85 сторінок, наклад 3000 примірників, ISBN 966-74-19-28-2. Дата видання не зазначена, однак знаходиться між 1992 та 2010 роками. Матеріали зібрані працівниками централізованої бібліотечної системи Носівського району з переказів жителів сіл, з пам'яті старших поколінь. Значну частину збірки складають свідчення учасників колективізації, які пережили голодомор 1932–1933.
«Славні імена Носівщини» — довідкове видання про особистостей, котрі народилися, жили, працювали та творили на Носівщині. Витримало два видання. Перше видання видруковане у 2009 у Ніжині видавництвом «Аспект-Поліграф» тиражем 520 примірників на 184 сторінках з ілюстраціями. ISBN 978-966-340-357-1. Друге видання вийшло з такими реквізитами: Фурса В. М. Славні імена Носівщини. — 2-ге видання, доповнене, перероблене. — Ніжин : ТОВ «Аспект-Поліграф», 2012. — 384 сторінки : ілюстрації. ISBN 978-966-340-493-6. Загалом у книзі понад 300 носівських прізвищ і кілька десятків носівських облич. Автор видання — краєзнавець, Фурса Валерій Михайлович, вчитель географії, природознавства та економіки вищої кваліфікаційної категорії в Носівській середній школі №1, в якій навчався в 1967–1977. Працює в школі з 1983.